# Adolph Kolping
Adolf Kolping, född 8 december 1813 i Kerpen, död 4 december 1865 i Köln, var en tysk präst och socialreformator.
Kolping blev 1845 kaplan i Elberfeld, där han stiftade den första gesällföreningen. 1849 var han kanik i Köln och 1862 kyrkoherde vid minoritkyrkan i samma stad. Han skapade en stor organisation till förbättring av gesällernas villkor, varför han fick hedersnamnet "Der Gesellenvater". Kolping skrev även en mängd populära skrifter och utgav folkkalendrar.